# Circobotys aurealis
Circobotys aurealis är en fjärilsart som beskrevs av John Henry Leech. Circobotys aurealis ingår i släktet Circobotys och familjen Crambidae. Inga underarter finns listade i Catalogue of Life.